# 川上久朗
川上 久朗（かわかみ ひさあき）は、戦国時代の武将。島津氏の家臣。

## 略歴
天文6年（1537年）、川上忠克の二男として誕生。
久朗は島津氏の庶流川上氏の一族であることに加え、若い頃から智勇兼備の誉れが高く、その才能は島津忠良や島津義久にも高く評価され、天文22年（1553年）に17歳にして当主の義久から島津氏の家老職、並びに谷山の地頭にまで任命されるという異例の抜擢を受けている。更に、義久の命で老中となり没年までその地位にあった。
先陣での功績も多く、弘治元年（1555年）の蒲生氏攻略、永禄4年（1561年）の肝付兼続との廻城合戦等、各地で奮戦している。その才能を遺憾なく発揮して武功を挙げたが、永禄11年（1568年）1月20日、相良・菱刈連合との戦いで、赤池長任と菱刈勢の籠る大口城攻めの際、島津義弘を守るために孤軍奮闘して13ヶ所もの深手を負い、鹿児島に帰還したが翌月3日に死去した。享年32。
久朗は若くから才幹を見込まれ、忠良もその名を看経所に記して将来を頼むほどであった。